# Francesch Vicent
Francesch Vicent (Segorbe, 1479 - ? 1523), autor del primer tratado de ajedrez moderno del mundo.

## Biografía
Este enigmático personaje fue autor del primer tratado de ajedrez moderno del mundo. El incunable fue impreso en 1495 (15 de mayo, imprenta de Lope de Roca y Pedro Trincher) en la ciudad de Valencia con el título Llibre dels jochs partits dels schacs en nombre de 100 (Libro de los juegos y partidas del ajedrez en número de 100) en valenciano, aunque en su familia siempre han sostenido con cierto romanticismo que el libro se escribió en 1492.
Por desgracia, con el paso del tiempo, se han perdido todos los ejemplares impresos, siendo el último del cual se tiene noticia uno guardado en la librería del monasterio de Montserrat, perdiéndose su rastro en 1811 durante la Guerra de la Independencia cuando los soldados franceses se atrincheraron en él y utilizaron los viejos pergaminos para confeccionar cartuchos.
De la obra de Francesch Vicent hay que destacar su gran aportación a la evolución hacia el ajedrez moderno ya que introdujo una figura clave, la reina, en sustitución de una pieza conocida como alferza, lo que diferenció el ajedrez arábigo del europeo, otorgando a este muchas más posibilidades estratégicas.
La publicación del libro En pos del incunable perdido (Biblioteca Valenciana, 2001) fue revolucionaria. Se trata de una ardua investigación, de una década, en la que el autor, José A. Garzón, acredita, por fin, con pruebas concluyentes, obtenidas de los primeros impresos y manuscritos de ajedrez, y demuestra que el de Vicent era un libro con problemas de ajedrez moderno; luego a su condición de primer libro de ajedrez impreso en el mundo unía la de ser la obra donde se recogía la gran revolución del ajedrez acaecida en el siglo XV. Era su carta de naturaleza impresa.
Como nota curiosa, Rafael Ferrando, director del observatorio astronómico Pla d'arguines de Segorbe, bautizó un asteroide en su honor, el (78071) Vicent.